# Hernán Pellerano
Hernán Darío Pellerano (Buenos Aires, Argentina, 4 de junio de 1984) es un exfutbolista argentino que jugaba como defensa central. Es hermano del también futbolista Cristian Pellerano.

## Trayectoria
Comenzó jugando Baby fútbol en Estrella de Maldonado y realizó las divisiones inferiores en River Plate, All Boys, Excursionistas y Vélez Sársfield, club con el que debutó en la Primera División de Argentina en el año 2003 ante Colón. Durante los primeros años de su carrera estuvo a la sombra de Fabricio Fuentes, capitán de Vélez e indiscutido en su puesto. Sin embargo, tras el título logrado por el club en el Torneo Clausura 2005 Fuentes fue transferido al Atlas de México y el técnico Argentino, Miguel Ángel Russo, comenzó a usar a Pellerano como habitual titular. Desde entonces se afianzó en la zaga central habitual de Vélez haciendo dupla con Maximiliano Pellegrino en principio y Mariano Uglessich luego. Jugó al lado de Mauro Zárate y Nicolás Otamendi.

### Almería
En 2008 ficha por la UD Almería. Debuta en la Primera División de España el 31 de agosto de 2008 en el partido Athletic Club 1-3 Almería, marcando además el primer gol del partido. Desde entonces ha sido un futbolista clave en el conjunto rojiblanco, pero el 18 de abril de 2009 sufrió una grave lesión en un encuentro de Liga ante el Deportivo de la Coruña, en Riazor, y necesitó un periodo de ocho meses para recuperarse, hasta que el 13 de enero de 2010 y curiosamente ante el mismo equipo, regresara para jugar los últimos minutos de un encuentro de liga. Para la temporada 2011-12 se marcha cedido al Newell's Old Boys, pero un año después regresa al Almería para contribuir en el nuevo ascenso del club a la Primera División de España.
En 2013 dejó la Unión Deportiva Almería para jugar con su hermano en los Xoloitzcuintles de Tijuana en México.
En enero de 2015 regresa a Vélez que fue el club con el que debutó en primera división.
Después paso a Independiente, siendo una de las figuras del plantel. En el 2016 con la salida del equipo titular del Ruso Rodríguez, Pellerano sería el Capitán del Rojo
A comienzos de 2017, luego de tener algún roce con la dirigencia de Independiente, llega al Olimpia convirtiéndose en el sexto refuerzo del club paraguayo, con vistas a la Copa Libertadores 2017.
El 5 de enero de 2020 es anunciado como nuevo refuerzo del FBC Melgar de Arequipa, que disputa la Primera División del Perú. Jugó un total de 18 partidos entre el torneo local y la Copa Sudamericana 2020, logró anotar un gol. A final de temporada no se le renueva su contrato, sin embargo, logró clasificar a la Copa Sudamericana 2021.

## Selección nacional
En 2007, Alfio Basile lo convocó para entrenar con la Selección de fútbol de Argentina junto a un grupo de jugadores destacados del campeonato argentino con el objetivo de ir formando un grupo para la Copa América 2007. Sin embargo, Pellerano aún no ha debutado con el seleccionado mayor.

## Estadísticas

### Clubes
Actualizado de acuerdo al último partido jugado el 16 de marzo de 2024.
| Club                             | Div.          | Temporada     | Liga  | Liga  | Liga   | Copas nacionales | Copas nacionales | Copas nacionales | Torneos internacionales | Torneos internacionales | Torneos internacionales | Total | Total | Total  |
| Club                             | Div.          | Temporada     | Part. | Goles | Asist. | Part.            | Goles            | Asist.           | Part.                   | Goles                   | Asist.                  | Part. | Goles | Asist. |
| -------------------------------- | ------------- | ------------- | ----- | ----- | ------ | ---------------- | ---------------- | ---------------- | ----------------------- | ----------------------- | ----------------------- | ----- | ----- | ------ |
| Vélez Sarsfield Argentina        | 1.ª           | 2002-03       | 1     | 0     | 0      | —                | —                | —                | —                       | —                       | —                       | 1     | 0     | 0      |
| Vélez Sarsfield Argentina        | 1.ª           | 2003-04       | 11    | 0     | 1      | —                | —                | —                | 2                       | 0                       | 0                       | 13    | 0     | 1      |
| Vélez Sarsfield Argentina        | 1.ª           | 2004-05       | 11    | 0     | 0      | —                | —                | —                | 4                       | 0                       | 0                       | 15    | 0     | 0      |
| Vélez Sarsfield Argentina        | 1.ª           | 2005-06       | 30    | 0     | 0      | —                | —                | —                | 11                      | 0                       | 0                       | 41    | 0     | 0      |
| Vélez Sarsfield Argentina        | 1.ª           | 2006-07       | 31    | 1     | 0      | —                | —                | —                | 10                      | 0                       | 0                       | 41    | 1     | 0      |
| Vélez Sarsfield Argentina        | 1.ª           | 2007-08       | 36    | 1     | 0      | —                | —                | —                | —                       | —                       | —                       | 36    | 1     | 0      |
| Vélez Sarsfield Argentina        | 1.ª           | 2015          | 13    | 0     | 0      | 1                | 0                | 0                | —                       | —                       | —                       | 14    | 0     | 0      |
| Vélez Sarsfield Argentina        | Total club    | Total club    | 123   | 2     | 1      | 1                | 0                | 0                | 27                      | 0                       | 0                       | 161   | 2     | 1      |
| U. D. Almería España             | 1.ª           | 2008-09       | 31    | 1     | 1      | —                | —                | —                | —                       | —                       | —                       | 31    | 1     | 1      |
| U. D. Almería España             | 1.ª           | 2009-10       | 19    | 0     | 0      | 2                | 0                | 0                | —                       | —                       | —                       | 21    | 0     | 0      |
| U. D. Almería España             | 1.ª           | 2010-11       | 8     | 0     | 0      | 4                | 0                | 0                | —                       | —                       | —                       | 12    | 0     | 0      |
| U. D. Almería España             | 2.ª           | 2012-13       | 24    | 1     | 0      | 4                | 0                | 1                | —                       | —                       | —                       | 28    | 1     | 1      |
| U. D. Almería España             | 1.ª           | 2013-14       | 13    | 0     | 0      | 1                | 0                | 0                | —                       | —                       | —                       | 14    | 0     | 0      |
| U. D. Almería España             | Total club    | Total club    | 95    | 2     | 1      | 11               | 0                | 1                | 0                       | 0                       | 0                       | 106   | 2     | 2      |
| Newell's Old Boys Argentina      | 1.ª           | 2011-12       | 33    | 1     | 0      | —                | —                | —                | —                       | —                       | —                       | 33    | 1     | 0      |
| Newell's Old Boys Argentina      | Total club    | Total club    | 33    | 1     | 0      | 0                | 0                | 0                | 0                       | 0                       | 0                       | 33    | 1     | 0      |
| Club Tijuana México              | 1.ª           | C-2014        | 14    | 0     | 0      | —                | —                | —                | 4                       | 0                       | 0                       | 18    | 0     | 0      |
| Club Tijuana México              | 1.ª           | A-2014        | 16    | 0     | 0      | 2                | 0                | 0                | —                       | —                       | —                       | 18    | 0     | 0      |
| Club Tijuana México              | Total club    | Total club    | 30    | 0     | 0      | 2                | 0                | 0                | 4                       | 0                       | 0                       | 36    | 0     | 0      |
| C. A. Independiente Argentina    | 1.ª           | 2015          | 9     | 0     | 0      | 4                | 0                | 0                | 6                       | 0                       | 0                       | 19    | 0     | 0      |
| C. A. Independiente Argentina    | 1.ª           | 2016          | 15    | 0     | 0      | —                | —                | —                | 1                       | 0                       | 0                       | 16    | 0     | 0      |
| C. A. Independiente Argentina    | 1.ª           | 2016-17       | 7     | 0     | 0      | 1                | 0                | 0                | —                       | —                       | —                       | 8     | 0     | 0      |
| C. A. Independiente Argentina    | Total club    | Total club    | 31    | 0     | 0      | 5                | 0                | 0                | 7                       | 0                       | 0                       | 43    | 0     | 0      |
| Club Olimpia Paraguay            | 1.ª           | 2017          | 34    | 1     | 0      | —                | —                | —                | 5                       | 0                       | 0                       | 39    | 1     | 0      |
| Club Olimpia Paraguay            | Total club    | Total club    | 34    | 1     | 0      | 0                | 0                | 0                | 5                       | 0                       | 0                       | 39    | 1     | 0      |
| Liga de Quito Ecuador            | 1.ª           | 2018          | 22    | 1     | 0      | —                | —                | —                | 3                       | 0                       | 0                       | 25    | 1     | 0      |
| Liga de Quito Ecuador            | Total club    | Total club    | 22    | 1     | 0      | 0                | 0                | 0                | 3                       | 0                       | 0                       | 25    | 1     | 0      |
| FBC Melgar Perú                  | 1.ª           | 2020          | 15    | 1     | 0      | —                | —                | —                | 3                       | 0                       | 0                       | 18    | 1     | 0      |
| FBC Melgar Perú                  | Total club    | Total club    | 15    | 1     | 0      | 0                | 0                | 0                | 3                       | 0                       | 0                       | 18    | 1     | 0      |
| San Martín (T) Argentina         | 2.ª           | 2021          | 31    | 0     | 0      | 1                | 0                | 0                | —                       | —                       | —                       | 32    | 0     | 0      |
| San Martín (T) Argentina         | 2.ª           | 2022          | 26    | 0     | 2      | 1                | 0                | 0                | —                       | —                       | —                       | 27    | 0     | 2      |
| San Martín (T) Argentina         | Total club    | Total club    | 57    | 0     | 2      | 2                | 0                | 0                | 0                       | 0                       | 0                       | 59    | 0     | 2      |
| Gimnasia y Esgrima (J) Argentina | 2.ª           | 2023          | 33    | 0     | 0      | —                | —                | —                | —                       | —                       | —                       | 33    | 0     | 0      |
| Gimnasia y Esgrima (J) Argentina | 2.ª           | 2024          | 4     | 0     | 0      | —                | —                | —                | —                       | —                       | —                       | 4     | 0     | 0      |
| Gimnasia y Esgrima (J) Argentina | Total club    | Total club    | 37    | 0     | 0      | 0                | 0                | 0                | 0                       | 0                       | 0                       | 37    | 0     | 0      |
| Total carrera                    | Total carrera | Total carrera | 487   | 8     | 4      | 21               | 0                | 1                | 49                      | 0                       | 0                       | 557   | 8     | 5      |
| 1. 2. 3.                         |               |               |       |       |        |                  |                  |                  |                         |                         |                         |       |       |        |

## Palmarés

### Campeonatos nacionales
| Título                 | Club            | País      | Año     |
| ---------------------- | --------------- | --------- | ------- |
| Primera División       | Vélez Sarsfield | Argentina | C-2005  |
| Campeonato Ecuatoriano | Liga de Quito   | Ecuador   | 2018    |
| Copa Ecuador           | Liga de Quito   | Ecuador   | 2018-19 |

### Otros logros
- Ascenso a la Primera División de España con U. D. Almería en 2013.